# شهرستان الکساندروفسکی (سرزمین استاوروپول)
شهرستان الکساندروفسکی (به لاتین: Alexandrovsky District) یک شهرستان در روسیه است که در سرزمین استاوروپول واقع شده‌است.